# Sebastopol, Mississippi
Sebastopol là một thành phố thuộc quận Scott, tiểu bang Mississippi, Hoa Kỳ. Năm 2010, dân số của thành phố này là 272 người.

## Dân số
- Dân số năm 2000: 233 người.
- Dân số năm 2010: 272 người.